# Saltatio Mortis
A Saltatio Mortis (latinul: haláltánc) német medieval metal együttes. 2000-ben alakultak Karlsruhe városában. Első nagylemezüket 2001-ben adták ki. 2013 és 2018 között kiadott mindhárom nagylemezük a német lemezeladási lista első helyét szerezte meg.

## Tagok
- Alea der Bescheidene - ének, duda, didzseridú, ír buzuki
- Falk Irmenfried von Hasen-Mümmelstein - duda, ének, tekerőlant, schalmei
- El Silbador (2006-) - duda, schalmei, uilleann
- Bruder Frank (2006-) - basszusgitár, gitár
- Till Promill (2012-) - gitár
- Jean Mechant der Tambour (2009-) - dob, zongora, gitár, ének

## Korábbi tagok
- Dominor der Filigrane (2000-2009) - gitár, schalmei
- Die Fackel (2000-2006) - basszusgitár, mandola, hárfa, schalmei
- Ungemach der Missgestimmte (2000-2006) - gitár, duda, schalmei, ütős hangszerek, programozás
- Thoron Trommelfeuer (2000-2009)
- Herr Schmitt (2004-2007) - dob, ütős hangszerek
- Mik El Angelo (2006-2009) - gitár, tradicionális hangzerek
- Cordoban der Verspielte - schalmei, duda,  síp, ének
- Herr Samoel (2007-2012) - gitár, ír buzuki
- Lasterbalk der Lästerliche (2000-2020)- dob, davul, ütős hangszerek
- Luzi das L (2011-2025) - síp, schalmei, furulya, duda

## Diszkográfia
- Tavernakel (2001)
- Das zweite Gesicht (2002)
- Heptessenz (2003)
- Erwachen (2004)
- Manufactum (2005)
- Des Königs Henker (2005)
- Aus der Asche (2007)
- Wer Wind Sät (2009)
- Manufactum II (2010)
- Sturm auf Paradies (2011)
- Das schwarze Einmaleins (2013)
- Manufactum III (2013)
- Zirkus Zeitgeist (2015)
- Brot und Spiele (2018)
- Für Immer Frei (2020)
- Finsterwacht (2024)